# سمفونی شماره ۱ (شومان)
سمفونی شماره ۱ (انگلیسی: Symphony No. 1) در گام سی بمل ماژور، اپوس ۳۸، همچنین شناخته‌شده به‌عنوان سمفونی بهار، اولین اثر سمفونیک نوشته و ساخته شده توسط روبرت شومان، آهنگساز آلمانی رمانتیک است.

## پیش‌زمینه
شومان در پاییز سال ۱۸۴۰ تلاش‌هایی برای ساخت اثر سمفونیک انجام داده بود، مدت زمان کوتاهی پس از آن، او با کلارا ویک ازدواج کرد، وی اولین سمفونی خودش را از حدود سال ۱۸۴۱ به بعد تصنیف کرد، در آن زمان او بیشتر به خاطر بهره‌گیری از پیانو و آثار آوازی در آثارش در میان عامه مشهور بود، در حقیقت این همسرش کلارا بود که وی را ترغیب به نوشتن و خلق سمفونی نمود.